# Stenbitflarken
Stenbitflarken är en sjö i Härnösands kommun i Ångermanland och ingår i Gådeåns huvudavrinningsområde.